# Identita (matematika)
Identita, nebo také identické zobrazení, je matematické zobrazení, které přiřazuje prvku množiny ten samý prvek stejné množiny. Aplikací identity se tedy nic nezmění, výsledkem je opět vstupní hodnota. Značí se Id nebo I.
Identitou se také v jiném významu rozumí rovnice, která je splněna ve všech případech, tzn. její levá a pravá strana jsou identické, mají pouze jiný tvar. Na příklad {\displaystyle (a+b)^{2}=a^{2}+2ab+b^{2}}.

## Často používané identity

### Algebraické identity
Některé pokládají základy algebry jako na příklad {\displaystyle a+0=a} nebo {\displaystyle a+(-a)=0}. Jiné se používají pro zjednodušování algebraických výrazů.
Mezi nejčastější patří:
{\displaystyle (a+b)^{2}=a^{2}+2ab+b^{2}}
{\displaystyle (a-b)^{2}=a^{2}-2ab+b^{2}}
{\displaystyle (a+b)^{3}=a^{3}+3a^{2}b+3ab^{2}+b^{3}}
{\displaystyle (a-b)^{3}=a^{3}-3a^{2}b+3ab^{2}+b^{3}}
{\displaystyle a^{2}+b^{2}=(a+bi)(a-bi)}
{\displaystyle a^{2}-b^{2}=(a-b)(a+b)}
{\displaystyle a^{3}+b^{3}=(a+b)(a^{2}-ab+b^{2})}
{\displaystyle a^{3}-b^{3}=(a-b)(a^{2}+ab+b^{2})}
{\displaystyle a^{4}+b^{4}=(a^{2}+ib^{2})(a^{2}-ib^{2})}
{\displaystyle a^{4}-b^{4}=(a-b)(a+b)(a^{2}+b^{2})}
{\displaystyle a^{5}+b^{5}=(a+b)(a^{4}-a^{3}b+a^{2}b^{2}-ab^{3}+b^{4})}
{\displaystyle a^{5}-b^{5}=(a-b)(a^{4}+a^{3}b+a^{2}b^{2}+ab^{3}+b^{4})}
{\displaystyle a^{6}+b^{6}=(a^{3}+ib^{3})(a^{3}-ib^{3})}
{\displaystyle a^{6}-b^{6}=(a-b)(a^{2}+ab+b^{2})(a+b)(a^{2}-ab+b^{2})}
Obecně
{\displaystyle (x+y)^{n}=\sum _{k=0}^{n}{n \choose k}x^{k}y^{n-k}}
{\displaystyle a^{n}-b^{n}=(a-b)(a^{n-1}+a^{n-2}b+a^{n-3}b^{2}+\cdot \cdot \cdot +a^{2}b^{n-3}+ab^{n-2}+b^{n-1})}
{\displaystyle a^{n}+b^{n}=(a+b)(a^{n-1}-a^{n-2}b+a^{n-3}b^{2}-\cdot \cdot \cdot +a^{2}b^{n-3}-ab^{n-2}+b^{n-1})} pro lichá {\displaystyle n}
{\displaystyle a^{n}+b^{n}=(a^{\frac {n}{2}}+ib^{\frac {n}{2}})(a^{\frac {n}{2}}-ib^{\frac {n}{2}})} pro sudá {\displaystyle n}, která nejsou mocninou čísla {\displaystyle 2}.
Pro {\displaystyle n}, která jsou mocninou čísla {\displaystyle 2} zapišme {\displaystyle n=2m} pro nějaké {\displaystyle m}. Označme {\displaystyle p} jako prvočíselný součinitel {\displaystyle m} takový, že {\displaystyle {\frac {m}{p}}=2q} pro nějaké {\displaystyle q}.
{\displaystyle a^{n}+b^{n}=(a^{2q}+b^{2q})(a^{2q(p-1)}-{\frac {a^{2q(p-2)})}{b^{2q}}}+{\frac {a^{2q(p-3)}}{(b^{2q})^{2}}}-\cdot \cdot \cdot -{\frac {(a^{2q})^{2}}{(b^{2q})^{p-3}}}-{\frac {a^{2q}}{(b^{2q})^{p-2}}}+{(b^{2q})^{p-1}})} {\displaystyle n}.

### Exponenciální identity
{\displaystyle a^{r}a^{s}=a^{r+s}}
{\displaystyle {\frac {a^{r}}{a^{s}}}=a^{r-s}}, {\displaystyle a\neq 0}
{\displaystyle (a^{r})^{s}=a^{rs}}
{\displaystyle a^{r}b^{r}=(ab)^{r}}
{\displaystyle a^{\frac {r}{s}}={\sqrt[{s}]{a^{r}}}}, {\displaystyle s\neq 0}
{\displaystyle a^{-r}={\frac {1}{a^{r}}}}
{\displaystyle a^{0}=1}

## Vlastnosti identického zobrazení
Identické zobrazení na vektorovém prostoru je lineární. Na konečnědimenzionálním vektorovém prostoru je dokonce kompaktní.

## Identita jako neutrální prvek grupy
Máme-li grupu zobrazení s operací skládání, je právě identita její neutrální prvek.
Kupříkladu matice reprezentují lineární zobrazení na konečnědimenzionálních vektorových prostorech a násobení matic reprezentuje skládání těchto zobrazení. Proto v grupě matic s operací násobení je neutrální prvek identita (identické zobrazení), tedy jednotková matice.

## Identita jako geometrické zobrazení

Geometrická identita.

Jako geometrické zobrazení představuje identita takové zobrazení, při němž obrazem každého bodu {\displaystyle A} geometrického útvaru {\displaystyle U} je bod {\displaystyle A^{\prime }} geometrického útvaru {\displaystyle U^{\prime }}, přičemž každý takový bod {\displaystyle A^{\prime }} je shodný s bodem {\displaystyle A}, tzn. {\displaystyle A=A^{\prime }}. Všechny body geometrického útvaru {\displaystyle U} jsou tedy shodné s body útvaru {\displaystyle U^{\prime }}, tzn. {\displaystyle U=U^{\prime }}.